# Kingfisher (Oklahoma)
Kingfisher é uma cidade localizada no estado norte-americano de Oklahoma, no Condado de Kingfisher.

## Demografia
Segundo o censo norte-americano de 2000, a sua população era de 4380 habitantes.
Em 2006, foi estimada uma população de 4497, um aumento de 117 (2.7%).

## Geografia
De acordo com o United States Census Bureau tem uma área de
10,7 km², dos quais 10,7 km² cobertos por terra e 0,0 km² cobertos por água. Kingfisher localiza-se a aproximadamente 321 m acima do nível do mar.

## Localidades na vizinhança
O diagrama seguinte representa as localidades num raio de 28 km ao redor de Kingfisher.